# 鈴木悟 (サッカー選手)
鈴木 悟（すずき さとる、1975年7月19日 - ）は、静岡県出身の元プロサッカー選手。ポジションはディフェンダー。妻は、毎日放送アナウンサーの松本麻衣子。

## 来歴

### 選手時代
清水市立商業高等学校3年生の時に、後にJリーガーとなる小川雅己、川口能活、田中誠、清水龍蔵、山口博匡とともに、第72回全国高等学校サッカー選手権大会で優勝。本来のポジションは左サイドバックだが、キック力も高いことから、選手権中の試合によっては左ウイングで出場することもあった。その一方で、チームから8人が「静岡県選抜」で出場した東四国国体（1993年）サッカー・少年男子の部では、同チームの選抜メンバーから外れた。この一件を境に、「今のままではプロ（創設2年目のJリーグ）に進んでも通用しない」と考えたうえで、順天堂大学への進学を決めた。
順天堂大時代には、「プロになるための方法」として、細かく目標を立てて準備することを徹底。その甲斐あって、卒業後の1998年にセレッソ大阪へ入団した。
セレッソでは、レギュラー格で公式戦へコンスタントに出場していたが、2003年のシーズン終了後に戦力外を通告。鈴木によれば、この通告を機に、「セカンドキャリア」としてメディア関連業界への転職（後述）を意識するようになったという。しかし実際には、複数のクラブから移籍を打診された末に、同じ関西圏の京都パープルサンガへの移籍を決めた。移籍の決め手になったのは、セレッソ時代の監督だった西村昭宏が、2004年からパープルサンガの監督に就任したことであった。
パープルサンガでは、セレッソ時代と同様のペースで、公式戦への出場を続けていた。ところが、3年目に当たる2006年5月に、右膝前十字靱帯の断裂で自身初の長期離脱を経験。重症だったにもかかわらず、前向きな姿勢でリハビリに励んだことが功を奏して、チームの最年長選手（当時31歳）ながら5ヶ月後には実戦復帰を果たした。しかし、同年のシーズン終了後に、自身2度目の戦力外通告を受けた。

### 現役引退後
「あと2年プレーを続けても、33歳で全く違う仕事に移るのは厳しい」という理由で、2007年3月6日付の移籍リストで引退を発表。引退後は、テレビ番組の制作会社であるイングスへ就職するとともに、サッカーに関するテレビ・ラジオ番組のディレクターに転身した。鈴木は、セカンドキャリアをサッカー界の周辺に求めた理由として、「サッカーしかやってこなかった自分が、サッカーの世界でしか動かなかったら、考え方は変わらないし世界観が狭くなってしまう」「外からサッカーを見る仕事に就くことで、人間としての幅を広げたかった」と語っている。
ディレクターとして初めて手掛けた番組は、セレッソ時代のチームメイト・森島寛晃の現役引退記念特別番組『ありがとうミスターセレッソ森島寛晃 〜引退・日本一腰の低いJリーガー〜』（2009年2月1日に毎日放送が関西ローカルで放送）。現在は、関西圏で開催されるJリーグの中継に携わるかたわら、ABCテレビのスポーツ部で『Monday! SPORTS - JAM』（ABCラジオ）などの番組の制作を受け持つ。ちなみに同番組では、Jリーグでのプレー経験を買われて、「F.C.オフサイドトーク」（サッカー情報コーナー）へコメンテーターとして出演することもある。
2013年10月には、毎日放送のサッカー中継を通じて知り合った松本との結婚を発表した。

## プレースタイル
堅実な守備が持ち味の左サイドバックで、守備的なポジションであればどこでもこなせた。また、ディフェンダーでありながらフリーキックが得意。パープルサンガ時代の2005年には、J2のリーグ戦で、直接フリーキックによって2得点を挙げた。

## 所属クラブ
- 清水市立商業高等学校
- 順天堂大学
- 1998年 - 2003年 セレッソ大阪
- 2004年 - 2006年 京都パープルサンガ

## 個人成績
| 国内大会個人成績 | 国内大会個人成績 | 国内大会個人成績 | 国内大会個人成績 | 国内大会個人成績 | 国内大会個人成績 | 国内大会個人成績 | 国内大会個人成績 | 国内大会個人成績 | 国内大会個人成績 | 国内大会個人成績 | 国内大会個人成績 |
| 年度             | クラブ           | 背番号           | リーグ           | リーグ戦         | リーグ戦         | リーグ杯         | リーグ杯         | オープン杯       | オープン杯       | 期間通算         | 期間通算         |
| 年度             | クラブ           | 背番号           | リーグ           | 出場             | 得点             | 出場             | 得点             | 出場             | 得点             | 出場             | 得点             |
| 日本             | 日本             | 日本             | 日本             | リーグ戦         | リーグ戦         | リーグ杯         | リーグ杯         | 天皇杯           | 天皇杯           | 期間通算         | 期間通算         |
| ---------------- | ---------------- | ---------------- | ---------------- | ---------------- | ---------------- | ---------------- | ---------------- | ---------------- | ---------------- | ---------------- | ---------------- |
| 1998             | C大阪            | 28               | J                | 33               | 3                | 4                | 0                | 1                | 0                | 38               | 3                |
| 1999             | C大阪            | 14               | J1               | 21               | 0                | 4                | 0                | 2                | 0                | 27               | 0                |
| 2000             | C大阪            | 14               | J1               | 30               | 1                | 4                | 0                | 2                | 0                | 36               | 1                |
| 2001             | C大阪            | 14               | J1               | 23               | 0                | 1                | 0                | 5                | 0                | 29               | 0                |
| 2002             | C大阪            | 7                | J2               | 43               | 2                | -                | -                | 4                | 0                | 47               | 2                |
| 2003             | C大阪            | 7                | J1               | 25               | 0                | 4                | 0                | 5                | 0                | 34               | 0                |
| 2004             | 京都             | 2                | J2               | 27               | 1                | -                | -                |                  |                  |                  |                  |
| 2005             | 京都             | 2                | J2               | 18               | 2                | -                | -                |                  |                  |                  |                  |
| 2006             | 京都             | 2                | J1               | 5                | 0                | 0                | 0                |                  |                  |                  |                  |
| 通算             | 日本             | 日本             | J1               | 137              | 4                | 17               | 0                |                  |                  |                  |                  |
| 通算             | 日本             | 日本             | J2               | 88               | 5                | -                | -                |                  |                  |                  |                  |
| 総通算           | 総通算           | 総通算           | 総通算           | 225              | 9                | 17               | 0                |                  |                  |                  |                  |